# 1995 en aéronautique
Chronologie de l'aéronautique
- 1991
- 1992
- 1993
- 1994
- 1995
- 1996
- 1997
- 1998
- 1999

Cet article présente les faits marquants de l'année 1995 en aéronautique.

## Événements
- 3 mars : premier vol de l'avion léger australien GippsAero GA8 Airvan (en) .
- 31 mars : premier vol de l'avion léger Cirrus SR-20.
- 29 avril : retrait définitif du Dassault Mercure 100 aux couleurs d'Air Inter.
- 2 juillet : entrée en service du Boeing 777 chez United Airlines.
- 18 août : le Concorde F-BTSD d’Air France améliore son record du monde en bouclant un tour du monde en 31 heures et 27 minutes.
- 7 octobre : premier vol de l'avion de chasse japonais Mitsubishi F-2.